# Voigt-Effekt
Der Voigt-Effekt beschreibt in der Magnetooptik die Doppelbrechung in einem transparenten, gasförmigen Medium, bei einem konstanten Magnetfeld senkrecht zur Ausbreitungsrichtung des Lichtes. Er ist stärker als ähnliche Effekte, wie der Cotton-Mouton-Effekt (bei Molekülen bzw. Flüssigkeiten) und der Majorana-Effekt (bei kolloidialen Lösungen). Zusammen bilden die drei Effekte die magnetische Analogie zum Kerr-Effekt.
Benannt wurde der Voigt-Effekt nach dem deutschen Physiker Woldemar Voigt, der ihn 1898 zum ersten Mal beschrieben hat
Der Voigt-Effekt wird in der Literatur häufig sowohl als magnetische lineare Doppelbrechung (engl. magnetic linear birefringence, MLB) als auch als magnetischer linearer Dichroismus (MLD) bezeichnet.
Dabei bezieht man den Effekt zum einen auf den Realteil (bei MLB), zum anderen auf den Imaginärteil (bei MLD) der Änderung des komplexen Brechungsindex.

## Beschreibung
Licht bzw. eine elektromagnetische Welle ist eine Transversalwelle aus gekoppelten elektrischen und magnetischen Feldern, deren Schwingungsebenen senkrecht aufeinander und zur Ausbreitungsrichtung stehen.
Der Voigt-Effekt tritt auf, wenn diese polarisierte elektromagnetische Welle sich senkrecht zu den magnetischen Feldlinien ausbreitet. Eine polarisierte elektromagnetische Welle kann man auch in Form von zwei senkrecht zueinander stehenden linear polarisierten Wellen beschreiben, man spricht von senkrecht und parallel polarisiertem Anteil; dabei bezieht man sich in der Regel auf den elektrischen Feldvektor E der Welle.
Das magnetische Feld bewirkt, dass der Anteil des elektrischen Feldvektors, der parallel zum Magnetfeld schwingt, sich mit einer anderen Phasengeschwindigkeit ausbreitet als der senkrecht schwingende elektrische Feldvektor. Durch die unterschiedlichen Phasengeschwindigkeiten ändert sich der Polarisationszustand der Welle, so wird aus einer linear polarisierten Welle allgemein eine elliptisch polarisierte Welle.
Diese Erscheinung kann durch die Verwendung zweier Brechungsindizes beschrieben werden und wird Doppelbrechung genannt. Bei der normalen Doppelbrechung wird dies durch einen anisotropen Aufbau des durchstrahlten Materials bewirkt. Anders beim Voigt-Effekt: Hier wird die Doppelbrechung durch ein magnetisches Feld verursacht und die Änderung des Brechungsindex n ist proportional zum Quadrat der magnetischen Flussdichte B:
{\displaystyle \Delta n\propto B^{2}}
Für optisch isotrope Materialien gilt:
{\displaystyle \Delta n=n_{\perp }-n_{\|}}
Die Polarisationsänderung ist weiterhin abhängig von anderen Größen:
{\displaystyle \delta ={\frac {q^{4}N\lambda ^{3}H^{2}l}{4\pi c^{6}n_{0}\left(m_{v}^{*}\right)^{3}}}}
- {\displaystyle \delta } … Phasenverschiebung der Welle
- {\displaystyle e} … Elementarladung
- {\displaystyle N} … Ladungsträgerkonzentration
- {\displaystyle \lambda } … Wellenlänge
- {\displaystyle B} … magnetische Flussdichte
- {\displaystyle l} … Strecke im Material
- {\displaystyle c} … Lichtgeschwindigkeit?
- {\displaystyle n_{0}} … (komplexer) Brechungsindex des Materials bei der jeweiligen Wellenlänge ohne magnetisches Feld
- {\displaystyle (m_{v}^{*})^{3}} … effektive Voigt-Masse (besitzt eine starke kristallografische Abhängigkeit)

## Anwendung
Der Voigt-Effekt wird in sogenannten Voigt-Filtern eingesetzt, einer Art von atomarer Netzfilter. Dabei wird durch den Voigt-Effekt eine Gaszelle zu einer λ/2-Verzögerungsplatte.